# Джебель-Бу-Иблан
Джебель-Бу-Иблан (араб. بويبلان‎) — гора в Марокко, расположенная в области Таза-Эль-Хосейма-Таунат. Высота составляет 3,081 метр над уровнем моря.

## География
Джебель-Бу-Иблан расположена в Среднем Атласе, около Refuge de Taffert. Вершина является одним из популярных пунктов назначения горных туристов в Среднем Атласе.